# Mingtan kraftverk
Mingtan kraftverk är ett pumpkraftverk i den centrala delen av Taiwan. Det är landets största vattenkraftverk och tar sitt vatten från Taiwans 
största sjö, den 11,6 km² stora Sun Moon Lake. Vid lågbelastning pumpar turbinerna vatten från Mingtanreservoaren tillbaka till Sun Moon Lake.
Ytterligare ett pumpkraftverk, Minhu kraftverk med en effekt på 1 008 MW, tar vatten från Sun Moon Lake.